# Єжи Петрус
Єжи Тадеуш Петрус (пол. Jerzy Tadeusz Petrus, нар. 1946) — польський мистецтвознавець. Заступник директора Королівського замку на Вавелі. Професор Ягеллонського університету у Кракові. Викладає історію мистецтв у духовній семінарії у Брюховичах. Автор кільканадцяти монографій про храми, зокрема в Комані, Ляшках-Мурованих, Надвірній, Самборі, Стрию, Жовкві. Спільно з професором Яном К. Островським координує роботу над частиною І «Kościoły i klasztory rzymskokatolickie dawnego województwa ruskiego» серії «Materiały do dziejów sztuki sakralnej na ziemiach wschodnich dawnej Rzeczypospolitej» (станом на 2015 рік видано 23 томи). Спільно з Островським працює над останніми томами серії, присвяченими львівській Латинській катедрі. Досліджує польський портрет, співпрацює у цьому із львівськими музеями, зокрема з Галереєю мистецтв. Автор праць, присвячених львівському людвисарству та львівському музейництву. Бере участь у реставрації пам'яток польської культури на теренах України, Білорусі, Латвії та Литви. Член польсько-української комісії, що наглядає за реставраційними роботами. 2011 року відзначений Командорським хрестом Ордену Відродження Польщі.